# Eyjafjallajökull
De Eyjafjallajökull uitspraakⓘ (IJslands voor Eilandbergengletsjer) is een vulkaan en een gelijknamige gletsjer op deze vulkaan in IJsland.

## Gletsjer
De gletsjer Eyjafjallajökull is een van de kleinere gletsjers op IJsland en heeft een oppervlakte van ongeveer 100 km². De Eyjafjallajökull ligt ten noorden van het plaatsje Skógar en ten westen van de grotere gletsjer Mýrdalsjökull.

## Vulkaan
De ijskap Eyjafjallajökull bedekt een 1.651 meter hoge vulkaan die ook de naam Eyjafjallajökull draagt. Maar de benamingen Eyafjalla of Eyjafjöll mogen ook gebruikt worden.
De rand van de hoofdkrater aan de top van de Eyjafjallajökull, heeft drie belangrijke pieken, de Hámundur (1.651 meter), Guðnasteinn (1.500 meter), en de Goðasteinn (1.497 meter).
De vulkaan is relatief vaak uitgebarsten sinds de laatste ijstijd. De op-een-na-laatste uitbarsting vond plaats van 1821 tot 1823 en veroorzaakte een gletsjerdoorbraak (IJslands: jökulhlaup). De hoofdkrater van de vulkaan heeft een diameter van drie tot vier kilometer.

## Uitbarstingen in 2010
Op de oostflank van de vulkaan, nabij de bergpas Fimmvörðuháls die de Eyjafjallajökull verbindt met de Katla-vulkaan, vond op 20 maart 2010 nieuwe vulkanische activiteit plaats.

Een tweede explosievere uitbarsting in de hoofdkrater van de Eyjafjallajökull, begon op 14 april 2010. Nabij de Guðnasteinn, een ijsformatie die de tweede hoogste piek vormt van Eyjafjallajökul.
In grote delen van Europa werd het vliegverkeer dagenlang volledig stilgelegd vanwege de aswolken die de vliegtuigen kunnen beschadigen.

## Fotogalerij

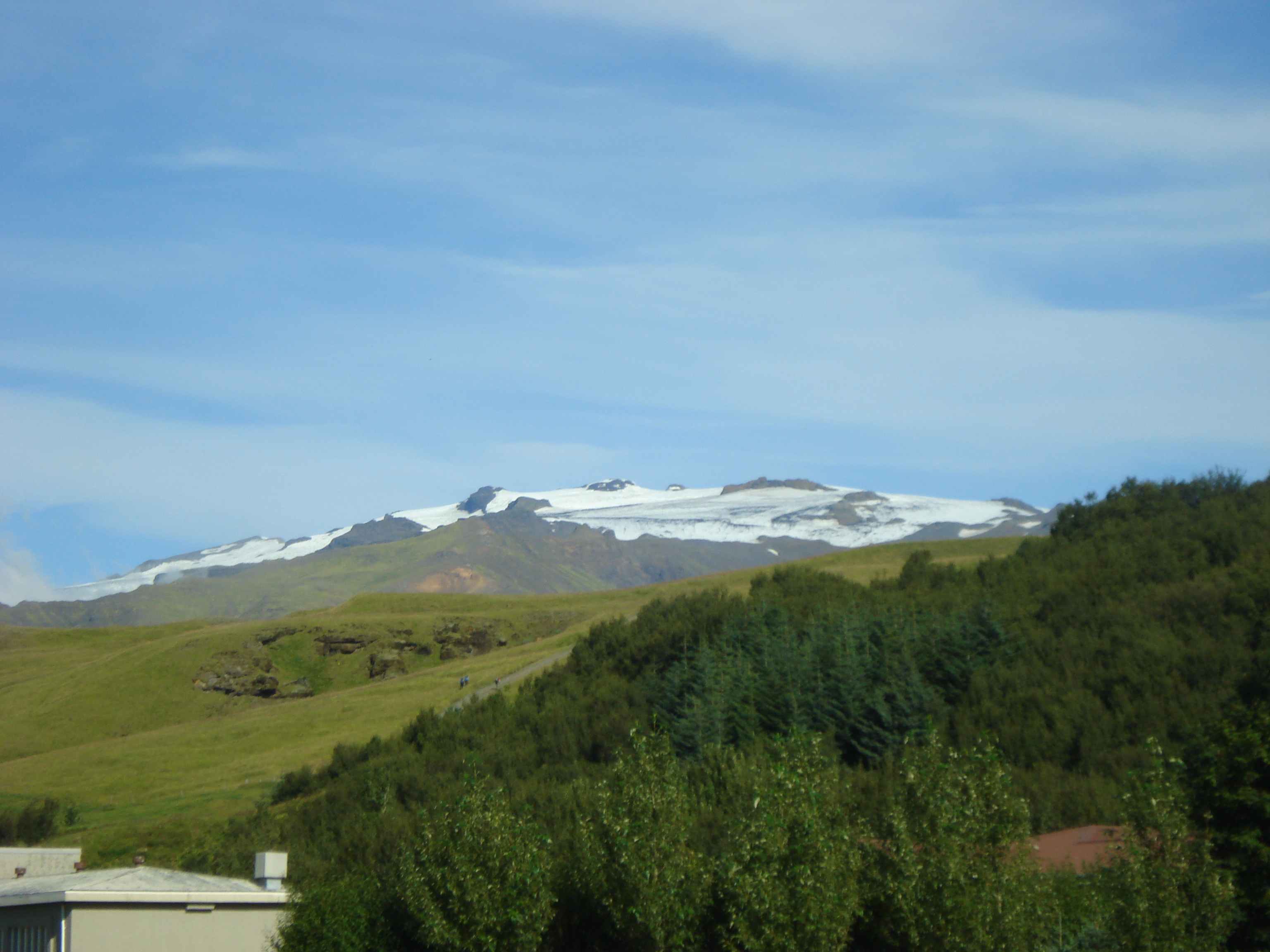
Eyjafjallajökull vanuit Skógar gezien
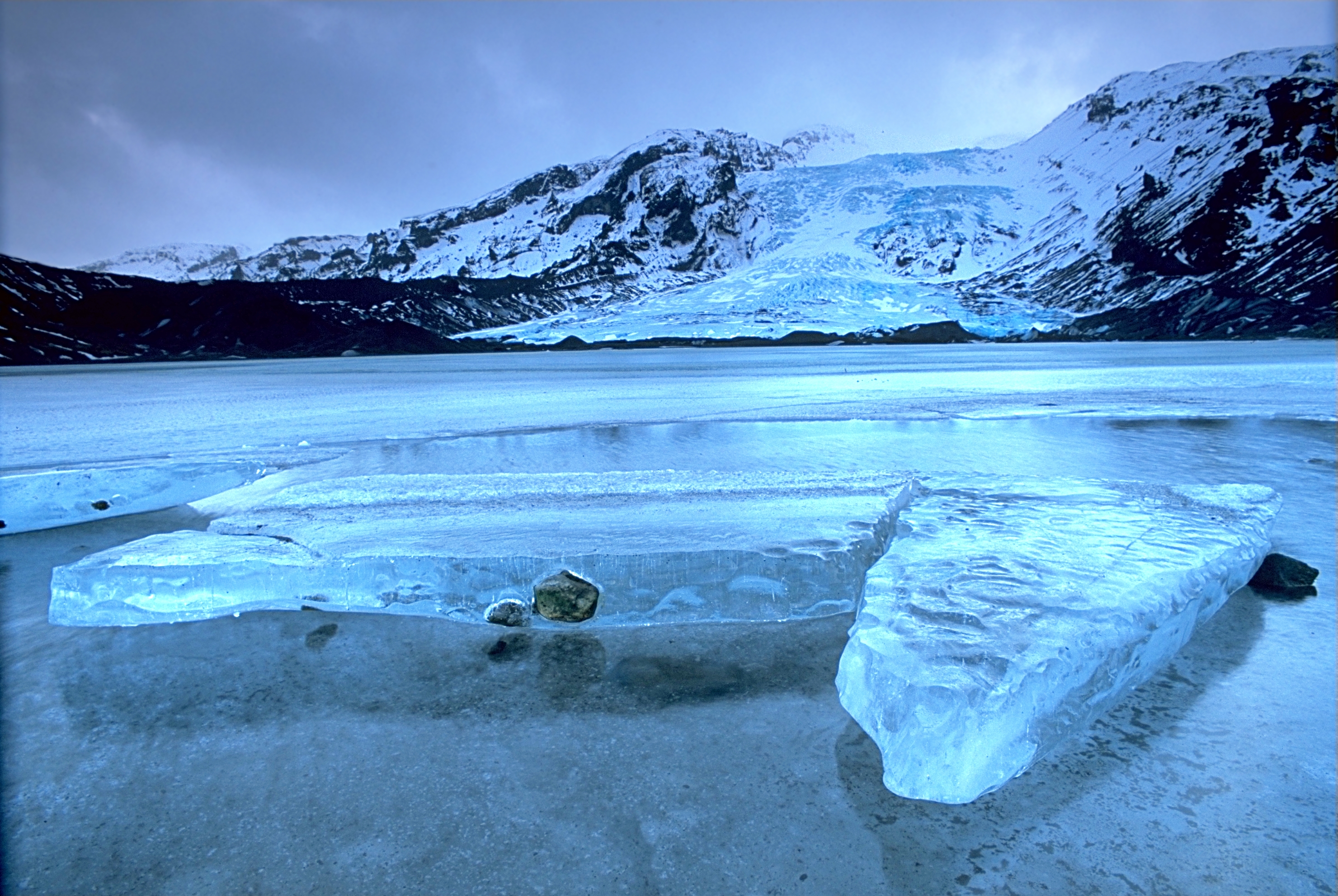
Eyjafjallajökull 's winters
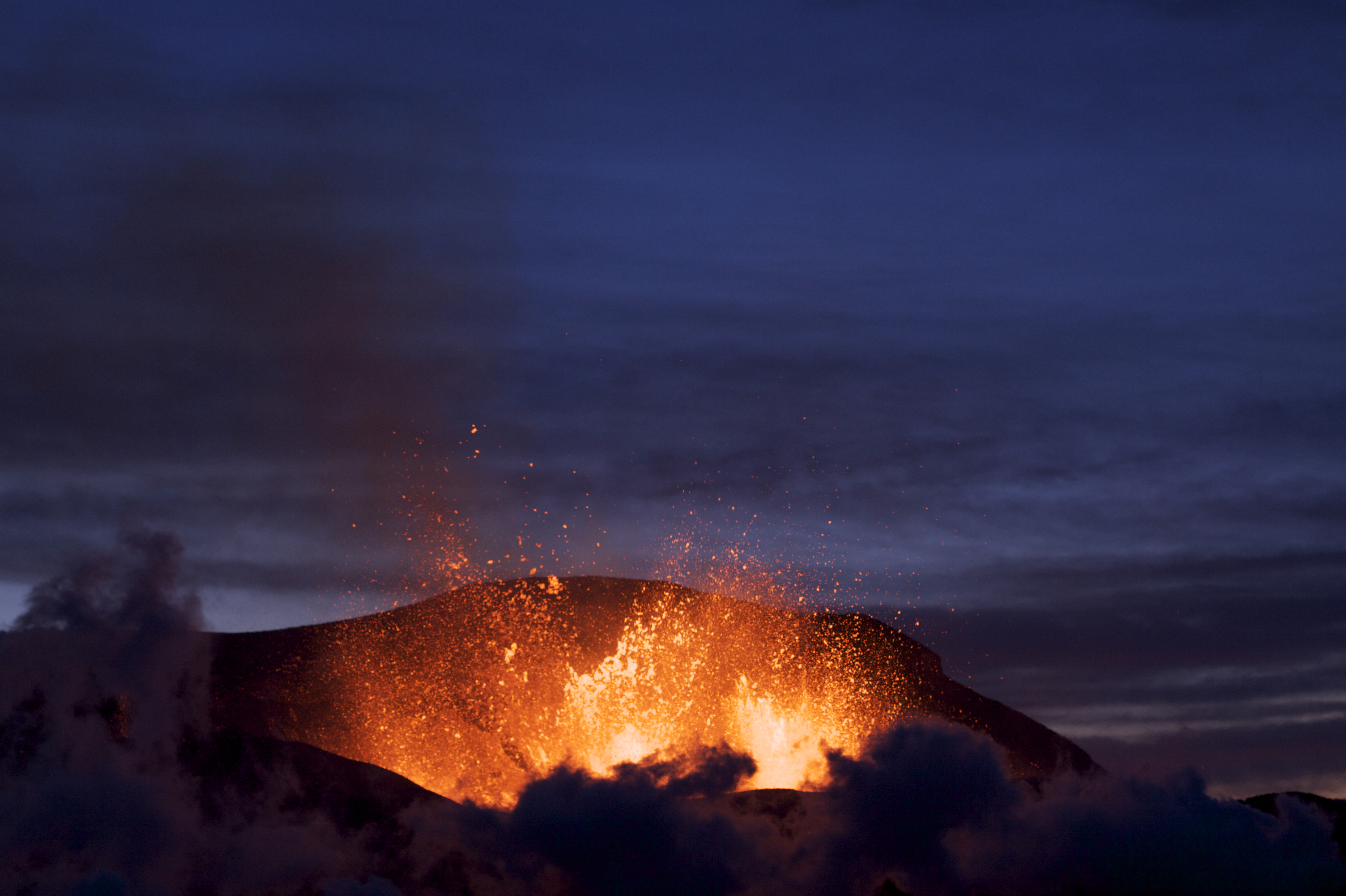
De uitbarsting op 27 maart 2010.
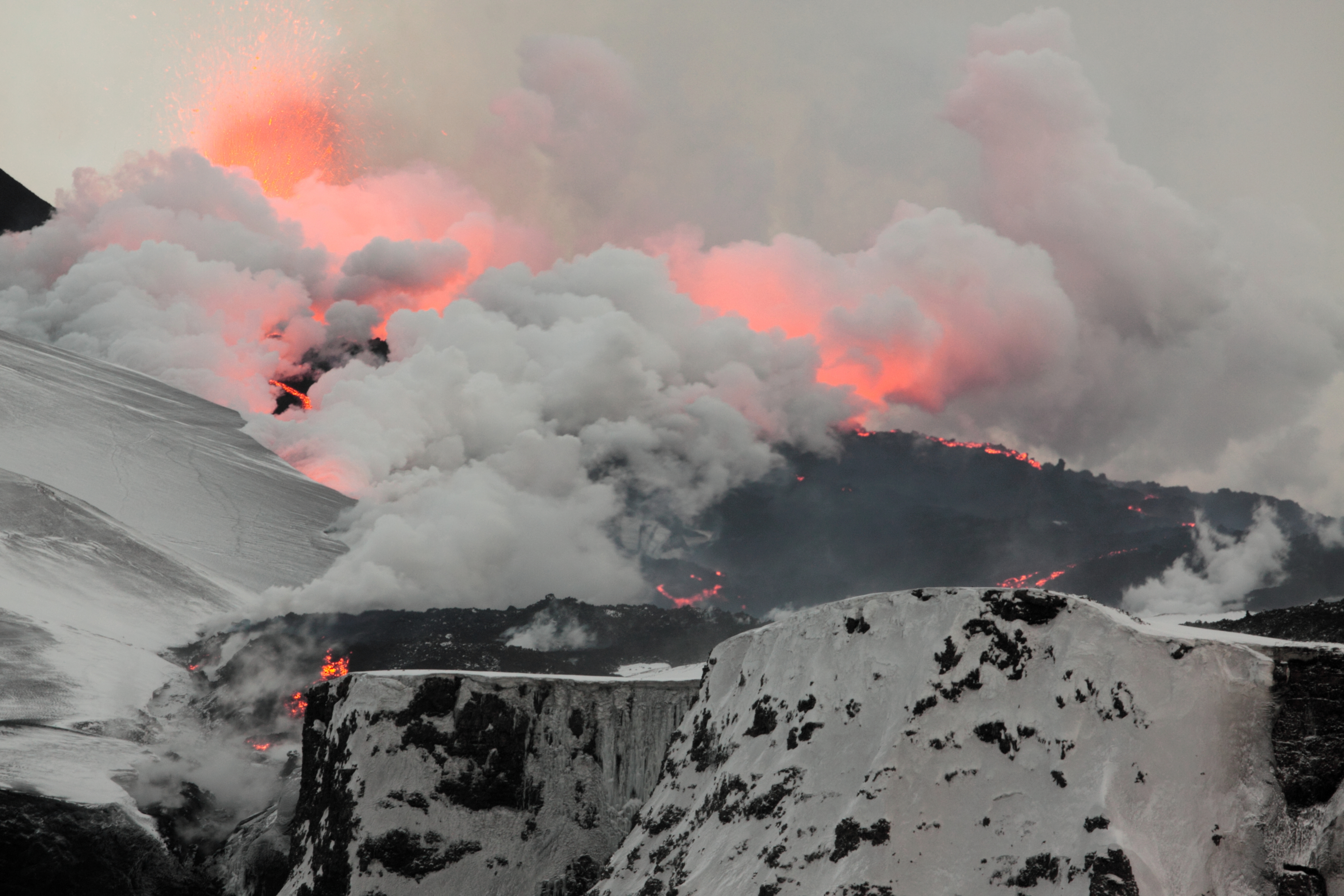
Situatie op 2 april 2010.
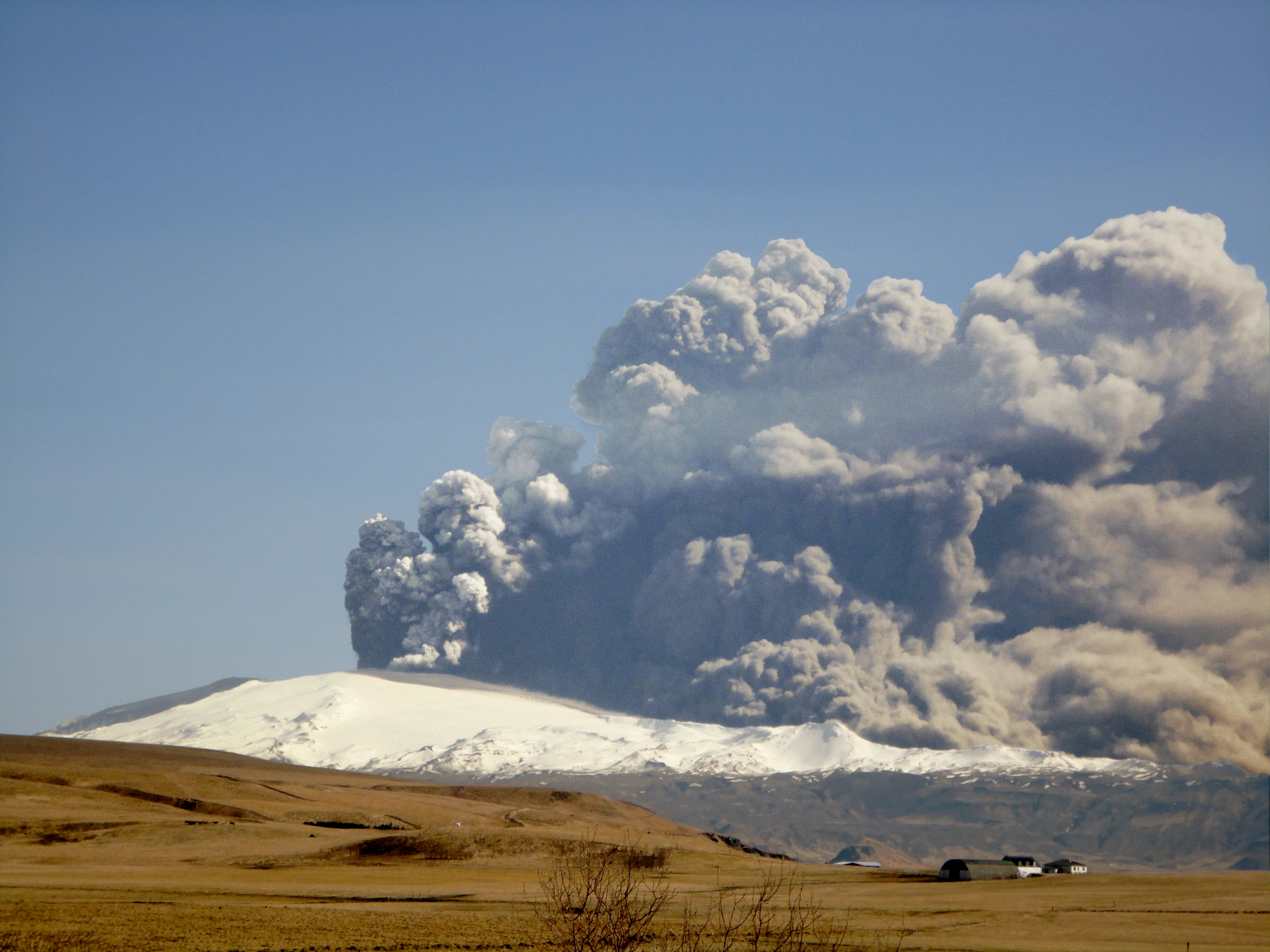
Vulkanische uitbarsting op 17 april 2010.
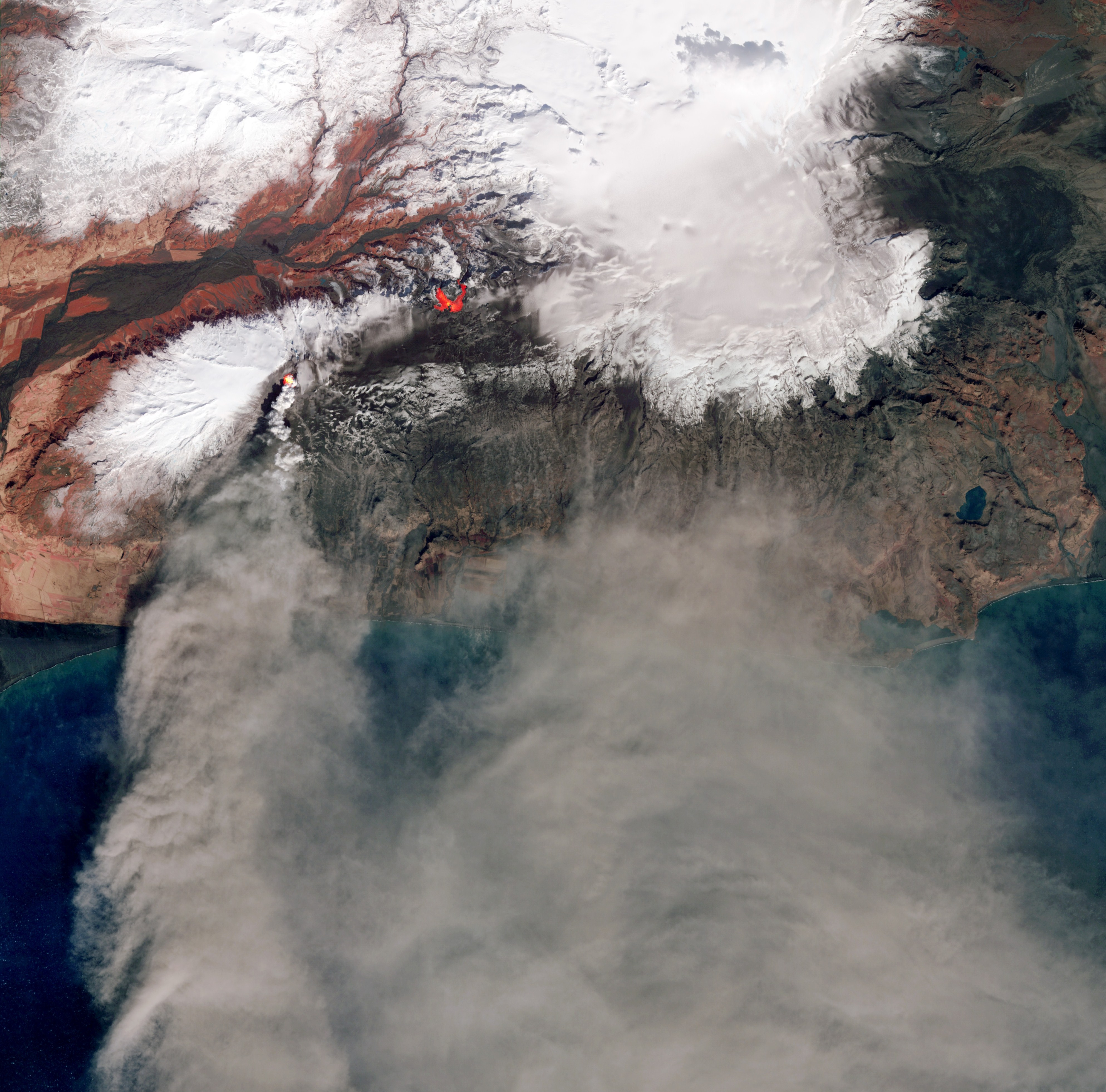
Eyjafjallajökull (in uitbarsting) en Katla-vulkaan.
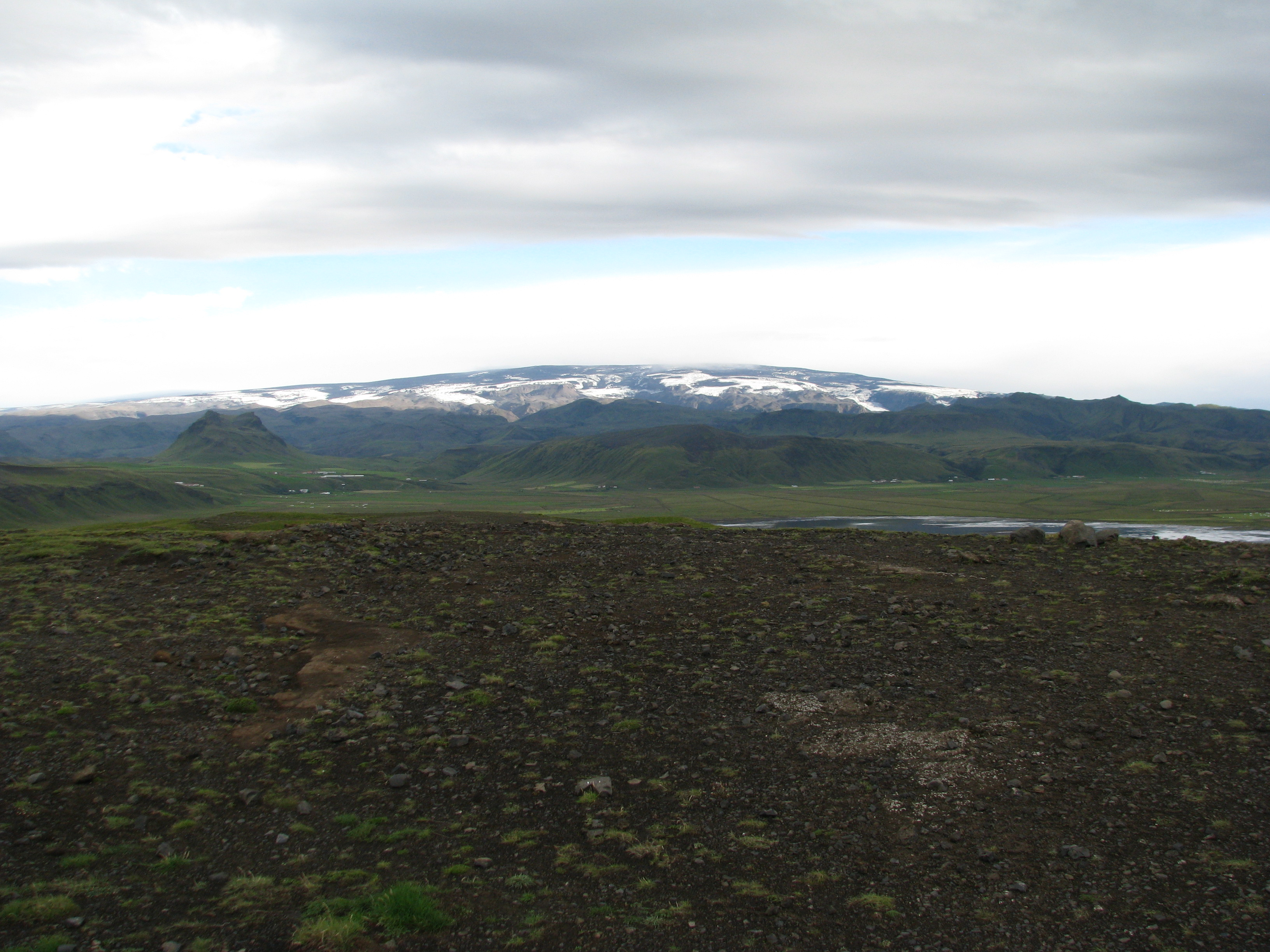
Eyjafjallajökull in 2010, deels met een aslaag bedekt.